# Омаров, Нурлан Сраилевич
Нурлан Сраилевич Омаров (род. 16 мая 1957 года) — казахстанский политический и хозяйственный деятель.

## Карьера
Родился в городе Чарск Семипалатинской области. Отец — Омаров Сраиль Бтимгазинович (1925 г.р.) — участник Великой Отечественной войны.
По окончании в 1979 году Казахского политехнического института работал горным мастером шахты рудника Боко (Жарминский район, Семипалатинской области) горно-обогатительного комбината «Алтайзолото», инженером-технологом и старшим инженером-технологом этого рудника.
С 1981 года — на комсомольской работе. Был инструктором Семипалатинского обкома ЛКСМ Казахстана, первым секретарем Жанасемейского райкома ЛКСМ Казахстана. В 1985—1990 годы занимал должность первого секретаря Семипалатинского обкома комсомола. В 1990 году был избран секретарем ЦК ЛКСМ Казахстана. А в 1991 году — первым секретарем ЦК ЛКСМ Казахстана. Нурлан Омаров возглавлял комсомольскую организацию Казахстана до её ликвидации.
С ноября 1991 года по январь 1994 года был первым секретарем ЦК Союза молодежи Казахстана.
С января 1994 года по март 2000 года работал в аппарате Президента Республики Казахстан.
С марта 2000 года по ноябрь 2001 год работал в должности акима города Семипалатинска.
С ноября 2001 года по январь 2004 года — заместитель акима Восточно-Казахстанской области.
С января 2004 года по март 2007 года — повторно работает акимом города Семипалатинска.
В 2007 году работал советником министра транспорта и коммуникаций РК.
В 2007—2009 годах — заместитель председателя правления АО "НК "СПК «Жетысу».
В 2009-10 годах — заместитель председателя правления АО "НК "СПК «Ертіс».
С октября 2010 года — Генеральный директор АО «Семипалатинский машиностроительный завод».

## Семья
Жена — Зайда Заманбековна (1955 г.р.), сыновья — Тимур (1979) и Алмас (1981), дочь — Жанар (1988).

## Образование
В 1979 году окончил Казахский политехнический институт имени В.И. Ленина по специальности горный инженер.
В 1992 году окончил Казахстанский институт менеджмента, экономики и прогнозирования по специальности политолог.

## Награды
15 декабря 2004 года был награжден орденом «Курмет».
В декабре 2011 года награждён юбилейной медалью «Қазақстан Республикасының Тәуелсіздігіне 20 жыл» (20 лет независимости Республики Казахстан).
В 2013 году награждён вновь учреждённым нагрудным знаком «Құрметті машина жасаушы» (Почётный машиностроитель).
В 2014 году указом Президента Республики Казахстан за заслуги в государственной и общественной деятельности, значительный вклад в социально-экономическое и культурное развитие страны, укрепление дружбы и сотрудничества между народами генеральный директор АО «Семипалатинский машиностроительный завод» Нурлан Сраилевич Омаров был награжден орденом «Парасат».

## Наука
Кандидат политических наук (2007). Исследование на тему «Становление системы местного самоуправления Республики Казахстан» проводилось в Казахском национальном университете имени аль-Фараби.

## Культура и спорт
Входил в состав организационного комитета по подготовке и проведению I (2003) зимней Спартакиады Республики Казахстан. Почётный деятель физической культуры и спорта Республики Казахстан.

## Выборные должности
Депутат Верховного Совета Казахской ССР 12 созыва.
Депутат Восточно-Казахстанского областного маслихата.